# Ajax Orlando Prospects
Ajax Orlando Prospects war ein US-amerikanischer Fußballverein aus Orlando, Florida.

## Geschichte
Der Verein wurde 2002 gegründet und war ein Ableger vom niederländischen Rekordmeister Ajax Amsterdam. Nach durchschnittlichen Ergebnissen wurde der Verein bereits 2007 wieder aufgelöst.

## Letzter Kader
Kader vom 22. Juli 2006
| Nr. |                     | Position | Name            |
| --- | ------------------- | -------- | --------------- |
| 1   | Vereinigte Staaten  | TW       | Devala Gorrick  |
| 2   | Vereinigte Staaten  | ST       | Berin Boracic   |
| 4   | Vereinigte Staaten  | AB       | Diego Cordeiro  |
| 5   | Vereinigte Staaten  | MF       | Noah Herbert    |
| 6   | Vereinigte Staaten  | AB       | Mark Wong       |
| 7   | Vereinigte Staaten  | MF       | Jeffrey Sefton  |
| 10  | Trinidad und Tobago | MF       | Judah Hernandez |

| Nr. |                    | Position | Name             |
| --- | ------------------ | -------- | ---------------- |
| 11  | England            | AB       | Nicolas Rasek    |
| 13  | Vereinigte Staaten | AB       | Robert Rivers    |
| 14  | England            | ST       | Aldis Aldrych    |
| 15  | Vereinigte Staaten | MF       | Eric Loyd        |
| 16  | Vereinigte Staaten | ST       | Michael Williams |
| 17  | Vereinigte Staaten | AB       | Seth Carpintero  |
| 27  | Vereinigte Staaten | AB       | David Mackey     |

## Tabellenplatzierungen
| Jahr | Division | Liga    | Reg. Saison       | Playoffs           | Open Cup           |
| ---- | -------- | ------- | ----------------- | ------------------ | ------------------ |
| 2004 | 4        | USL PDL | 3. Platz (Südost) | Nicht qualifiziert | Nicht qualifiziert |
| 2005 | 4        | USL PDL | 5. Platz (Südost) | Nicht qualifiziert | Nicht qualifiziert |
| 2006 | 4        | USL PDL | 5. Platz (Südost) | Nicht qualifiziert | Nicht qualifiziert |

## Bekannte Spieler
- Dax McCarty
- Pascal Millien
- Nathan Sturgis
- Valentyn Shymko

## Trainer
- Greg Petersen (2004–2005)
- Mark Dillon (2005–2006)

### Technischer Direktor
- Barry Hulshoff (2004–2006)

## Stadien
| Spielstätte                             | Ort                | Jahr                      |
| --------------------------------------- | ------------------ | ------------------------- |
| Stadion der Dr. Phillips High School    | Orlando, Florida   | 2004                      |
| Disney’s Wide World of Sports Complex   | Kissimmee, Florida | 2004–05 (Für zwei Spiele) |
| Austin Tindell Sports Complex           | Orlando            | 2004 (Für ein Spiel)      |
| Stadion der Lakeland Christian Akademie | Lakeland, Florida  | 2005                      |
| Bryant Stadium                          | Lakeland, Florida  | 2005 (Für ein Spiel)      |
| Warden Stadium                          | Orlando, Florida   | 2006                      |

## Durchschnittliche Zuschauerzahlen
| Jahr | Ø  |
| ---- | -- |
| 2005 | 89 |
| 2006 | 60 |